# Гранд-аль (Ла-Виллет)
Гранд-Аль в парке Ла-Виллет (фр. la Grande halle de la Villette) — произведение металлической архитектуры XIX века, старше Эйфелевой башни, бывший скотный крытый рынок, сегодня место проведения выставок, спектаклей, фестивалей и разнообразных салонов.
Слева от Гранд-аль находится Государственная высшая консерватория музыки и танца, а справа — Музыкоград.

## История
Единственный сохранившийся из бывших на этом месте трёх крытых скотных рынков постройки 1867 года архитектора Жюля де Мериндоля (фр. Jules de Mérindol), закрывшихся ещё в 1974 году, когда мясное «чрево» Парижа вынесли из столицы в пригород, был в 1983 году переоборудован архитектурным агентством «Reichen et Robert» в место проведения культурных мероприятий.
Пострадав от бури в 1999 году, а также по причине тесноты помещений для проводимых здесь коммерческих салонов, в течение двух лет находился на реставрации, проводившейся тем же архитектурным бюро. Были созданы дополнительные площади, центральный вход с западной стороны, размещены книжный магазин и ресторан. Вновь открылся 12 сентября 2007 года театрализованной выставкой «Звери и люди» (фр. Bêtes et Hommes).